# Josef Jaroslav Křičenský
Josef Jaroslav Křičenský, křtěný Jan (12. listopadu 1809 Holice – 16. dubna 1886 Nový Bydžov) byl český obrozenecký spisovatel.

## Život
Josef Jaroslav Křičenský se narodil v Holicích v rodině učitele Josefa Křičenského a jeho žena Marie rodem Wetrauské z Dobrnic. Vystudoval gymnázium v Hradci Králové, kde byli jeho učiteli Václav Kliment Klicpera a Josef Chmela. V roce 1830 odešel do Prahy na univerzitu, kvůli hmotné nouzi ale musel studium předčasně ukončit. Stal se učitelským pomocníkem v Konárovicích a Kolíně. Platově mu toto zaměstnání nevyhovovalo, ale ani další pokus o zvýšení kvalifikace, účast na kurzu v Praze, se mu pro finanční problémy nepodařil. Nějakou dobu pak pracoval jako učitelský pomocník v Třebosicích, až nakonec získal stálé zaměstnání jako praktikant a úředník důchodového úřadu v Kolíně a později v Novém Bydžově.
Většina jeho literární tvorby pochází ze 40. a 50. let. Psal články a drobné povídky do časopisů Květy a Včela. Samostatně vydal povídky Láska a hřích (1846), Kamarádi (1856), Jak se Koprnický Vávra dostal z rychtářství (1856), Lichvář a pokoutník (1857), Statkář a jeho láska (1857), Zmatkové života (1858) a Pravda ve lži (1860).
Dílo Křičenského a dalších spisovatelů z počátků národního obrození pomáhalo vzbudit v lidových vrstvách zájem o české knihy. Jeho povídky byly čtivé, poutavě vypravované. V 80. letech byl jedním z posledních žijících příslušníků této prukopnické generace.